# Peperomia verschaffeltii
Peperomia verschaffeltii là một loài thực vật có hoa trong họ Hồ tiêu. Loài này được Lem. miêu tả khoa học đầu tiên năm 1869.